# Gołomiankowate
Gołomiankowate, gołomianki  (Comephoridae) – rodzina drapieżnych, słodkowodnych ryb skorpenokształtnych (Scorpaeniformes).

## Występowanie
Gatunki endemiczne Jeziora Bajkał na Syberii.

## Cechy charakterystyczne
- ciało wydłużone, bez łusek
- bardzo długie płetwy piersiowe
- jajożyworodne
- osiągają około 20 cm długości

## Klasyfikacja
Rodzaj zaliczany do tej rodziny:
Comephorus